# Indische griend
De Indische griend (Globicephala macrorhynchus) is een opvallend donkergekleurde griend met een bol voorhoofd en een zeer korte snuit. De rugvin is sterk gekromd. De Indische griend behoort tot de subfamilie Globicephalinae.

## Leefwijze
Het voedsel bestaat voornamelijk uit inktvis.

## Voortplanting
De Indische griend weegt bij zijn geboorte ongeveer 60 kg en volwassen dieren wegen 1000 tot 4000 kg. 
Hij is bij zijn geboorte ongeveer 1,4 tot 1,9 m. Volwassen dieren zijn 3,6 tot 6,5 meter lang. 

## Verspreiding
Hij is wereldwijd te vinden in tropische en subtropische wateren. De Indische griend komt in sommige gebieden, zoals rond Hawaï en rond de Canarische Eilanden, het hele jaar voor en is daar makkelijk te vinden. Deze soort wordt ook in dolfinaria gehouden, met name in de Verenigde Staten en Japan. 